# Salvatore Samperi
Salvatore Samperi (Padua, 26 de julio de 1944 - Roma, 4 de marzo de 2009) fue un director de cine y guionista italiano que trascendió en especial por sus filmes contestatarios y con fuerte carga erótica.
Ennio Morricone le hizo la música a varias de sus películas. Dirigió a grandes estrellas del cine italiano como Franco Nero, Laura Antonelli

## Su ingreso en el cine
Nacido en el seno de una familia de la alta burguesía, abandonó sus estudios de ingeniería técnica que había iniciado en la Universidad de Padua y pasó a estudiar Filosofía. Su espíritu contestatario lo llevó a participar en el movimiento universitario italiano en la década de 1960 y a dedicarse al cine como medio de expresar sus ideas. Sus primeras participaciones en la actividad fueron como encargado de continuidad en algunos filmes de Marco Ferreri y a los 26 años dirigió su primer filme, titulado Grazie Zia!.
Durante toda su carrera como director filmó guiones que o bien eran propios, o estaban hechos en colaboración con autores, pero con una fuerte incidencia suya. Sus películas se caracterizan por un fuerte sesgo político, una sátira amarga de la familia y de la burguesía, el antimilitarismo y la narración de amores imposibles, incestuosos u homosexuales. El tema de las relaciones entre un joven adolescente y una mujer mayor, generalmente con un lazo de parentesco, por ejemplo, está en algunas de sus más conocidas películas: Grazie zia (1968), Peccato veniale  (1974), Casta e pura (1981) y Fotografando Patrizia (1984).
El tema de su primera película Grazie Zia!, exhibida en español como ¡Gracias, Tía!, era sobre el despertar sexual de un inválido adolescente en brazos de su madura tía casada. La película generó escándalo, pero tuvo una muy buena acogida. La lección de moralina que aparece al final con la muerte del joven en un accidente fue una concesión que Samperi no repitió en sus siguientes filmes, que terminan en forma más acorde a la tensión morbosa siempre presente en sus películas.

## Malicia
Luego de varios filmes sin éxito, Samperi decidió volver a sus orígenes, es decir, al cine erótico. Así nació su más famosa película, Malicia , filmada en 1973, que catapultó a la fama a Laura Antonelli, quien en películas previas había llamado poderosamente la atención de los espectadores pero que logró en este filme pasar   de ser vista como una actriz sexualmente atractiva, a convertirse en un mito sensual de los adolescentes y de los que no lo eran tanto.
Se trata de la historia en tono de comedia de un viudo con dos hijos que para las tareas domésticas contrata a una mujer –encarnada por Antonelli- que desencadena la pasión del padre y del hijo mayor y comienza a despertarla en el hijo menor. Si bien al final se casa con el viudo, el filme deja claro que para el hijo menor se abre la puerta a todo tipo de placeres diarios y domésticos, de modo que el director vuelve al tema incestuoso, esta vez con una madrastra.Una de las escenas memorables es aquella en la que se ve a Antonelli ascendiendo los peldaños de una escalera mientras la cámara sube con lentitud por sus medias negras de seda, supera su liguero y se detiene en sus bragas. 
La película, para bien y para mal, marcó indeleblemente a su director: lo hizo famoso pero  jamás pudo desembarazarse de su peso y nunca pudo repetir su éxito.
En Pecato Veniale, rodada al año siguiente, el incesto se plantea con la cuñada y Samperi intentó recrear un ambiente más festivo y menos morboso que el de Malicia. El hermano mayor le encarga al jovencito Sandro que vigile a su atractiva esposa mientras pasan sus vacaciones en la playa pues debe ausentarse por su trabajo. Lo que empieza como vigilancia termina en deseos irrefrenables.

## Películas de 1976
En 1976 rodó Scandalo!, estrenada en español como Miedo al escándalo de una mujer casada, en la que vuelve Lisa Gastoni  en el papel principal. Ese mismo año dirigió,por encargo, la película Sturmtruppen, que estaba  basada en un cómic de gran éxito en Italia, creado por Bonvi, en el que se satirizaba a un grupo de soldados alemanes durante la Segunda Guerra Mundial.
La crítica de Scandalo en el sitio Zibilia.com señala:

”…en un final antológico, llega a transformar a Nero en una especie de bestia expresionista mientras juega con lo que se ve y lo que no, durante las intermitencias luminosas de un ataque aéreo. Una obra maestra desconocida, que aparentemente nunca llegó a estrenarse en la Argentina a causa de la censura.

El crítico Gordiano Lupi dijo del filme:

” una de sus películas más morbosas e intrigantes, imbuida de un erotismo malsano, sondeando el alma humana para resaltar elementos de sadismo y masoquismo en la relación hombre - mujer ... .Samperi es muy bueno en apretar el acelerador del erotismo, algunas secuencias lo muestran como maestro del género: la mujer telefonea mientras el hombre acaricia sus pechos, masturbación bajo el mostrador, la felación forzada, el oxígeno soplado bajo la falda en presencia de su hija, la tortura sexual de varias clases, la caminata por la calle desnuda como una prostituta, la ropa rasgada con una hoja delgada ...”

## Otros filmes
Nuevamente Laura Antonelli fue convocada a la hora de filmar Casta y pura (1981), una coproducción con España en la que Fernando Rey tuvo el rol de un padre despótico, que tiraniza a la joven encarnada por Antonelli y desea que no se case para que lo siga cuidando. Esta vez no hay incesto aunque sí un primo que la asedia y que consigue fotografiarla mientras se desnuda, en una inolvidable escena iluminada por el flash de la Polaroid y las luces naturales de los rayos. La muerte del padre y su cuantiosa herencia, la libera para vivir su propia vida.
En Fotografando Patrizia (1984), exhibida en español como Fotografiando a Patricia o Patricia: Retratos de una Mujer es la historia de un chico joven, pero no adolescente, que ha vivido siempre con su madre en un palacio veneciano, al abrigo de los riesgos del mundo exterior. Al morir la madre llega su hermana mayor que lo empuja a salir a vivir la vida. Puede ser considerada como la última gran película de Salvatore Samperi, y una de las de mayor contenido de erotismo y morbo.
Su último filme fue Malizia 2000 (1991) un intento de reverdecer éxitos pasados de nuevo con Laura Antonelli, que necesitó de varias intervenciones clínicas para conseguir recordar sus pasadas lozanías. En la década del 2000 dirigió varias series para televisión, tales como Madame (2004), Il sangue e la rosa (2008) y L'onore e il rispetto, en 2006 y 2009. 
Falleció el 4 de marzo de 2009 en Roma, Italia.

## Películas
- Grazie zia (1968)
- Cuore di mamma (1969)
- Uccidete il vitello grasso e arrostitelo (1970)
- Un'anguilla da 300 milioni (1971)
- Beati i ricchi (1972)
- Malicia (1973)
- Peccato veniale  (1974)
- La sbandata (1974)
- Scandalo (1976)
- Sturmtruppen (1976)
- Nené (1977)
- Liquirizia (1979)
- Ernesto (1979)
- Un amore in prima classe (1980)
- Casta e pura (1981)
- Sturmtruppen 2 - Tutti al fronte (1982)
- Vai alla grande (1983)
- Fotografando Patrizia (1984)
- La Bonne (1986)
- Malizia 2000 (1991)

## Series de televisión
- Dov'eri quella notte (1991)
- Madame (2004)
- L'onore e il rispetto (2006)
- Il sangue e la rosa (2008)
- L'onore e il rispettoa  (2009)

## Premios y nominaciones por el filme Malicia
Festival Internacional de Cine de Berlín de 1973
- Premio Oso de Oro …Salvatore Samperi, nominado

Premio Globo de Oro, Italia 1974
- Mejor actriz revelación…Laura Antonelli, ganadora

Copas de Oro, Italia 1973
- Mejor actriz …Laura Antonelli, ganadora

Premio del Sindicato Nacional Italiano de Periodistas Cinematográficos, 1974
- Nastro d'argento a la mejor actriz protagonista…Laura Antonelli, ganadora
- Mejor actor de reparto…Turi Ferro, nominado
- Nastro d'argento al mejor actor revelación …Alessandro Momo, ganador
- Mejor banda musical …Fred Bongusto, nominado

## Premios y nominaciones por la película Ernesto
Festival Internacional de Cine de Berlín de 1973
- Premio Oso de Oro …Salvatore Samperi, nominado
- Premio Oso de Plata al mejor actor …Michele Placido, ganador

## Nominaciones por la película Scandalo
Premio Nastro d'argento del Sindicato Nacional Italiano de Periodistas Cinematográficos, 1976
- Premio a la mejor actriz protagonista …Lisa Gastoni, nominada junto con Giovanna Ralli, por Colpita da improvviso benessere.

## Premio por la películaUn'anguilla da 300 milioni
Premio Nastro d'argento del Sindicato Nacional Italiano de Periodistas Cinematográficos, 1971
- Premio al mejor actor debutante …Lino Toffolo